# Бабаян, Армен
Армен Бабаян (род. 21 июня 1983) — армянский футболист, выступавший на позициях нападающего и полузащитника.
Дебютировал в премьер-лиге Армении в 2001 году за абовянский «Котайк». Играл за «Котайк» в течение пяти лет, в 2003 году также сыграл 11 матчей за команду первой лиги «Котайк-2003». В последующие годы играл в премьер-лиге за ереванские «Арарат» (2006—2007), «Мику» (2008) и «Киликию» (2010).
В премьер-лиге Армении сыграл более 150 матчей.
В 2003 году принял участие в двух матча первого раунда Кубка Интертото против чешского «Брно» (0:1 — в гостях, 3:2 — дома), выходя на замену на 83-й и 84-й минутах, соответственно.